# Chiripá
Chiripá (Guarani Nhandéva, Ñandeva, Nhandevá, Nhandéva, Guarani Nhandeva, Avakatueté, Chiripá, Xiripa, Txiripá), pleme ili skupina srodnih plemena američkih Indijanaca naseljenih u Paragvaju, Brazilu i Argentini. Pod imenom Chiripá poznati su u Paragvaju, a kao Nhandeva u Brazilu. Brazilske skupine Chiripa žive po državama Mato Grosso do Sul, Paraná, Santa Catarina, Rio Grande do Sul i São Paulo, a populacija im iznosi 4,900 (1995 AMTB), među njima ističu se Apapocúva, Oguauíva, Tañyguá (Tañigua) i Avá-Guarani. Paragvajski Chiripe broje oko 7,000 (1991).
Chiripe su izvorno živjeli južno od rijeke Jejui-Guazu i na obje strane gornjeg toka rijeke Paraná, duž rijeke Yuytorocaí i sjeverno od rijeke Iguassú (lat. 25° S., long. 54°-56° W.).

## Rezervati
Rezervati na kojima danas žive su: Amambai, Araribá, Arroio-Korá, Avá Guarani/Ocoí, Barão de Antonina I, Caarapó, Cacique Doble, Cerrito, Dourados, Guarani de Araça'í, Guarani Votouro, Guarita, Ibirama-La Klãnõ, Itaóca, Itariri (Serra do Itatins), Jaguari, Jarara, Morro dos Cavalos, Nonoai, Peruíbe, Piaçaguera, Pinhalzinho, Pirajuí, Potrero Guaçu, Ribeirão Silveira, São Jerônimo da Serra, Sassoró, Sete Cerros, Sombrerito, Tekohá Añetete, Tekoha Araguaju, Tekoha Marangatu, Tekoha Porã, Yvy Katu, Yvyporã Laranjinha.